# Kereken
Die Kereken sind ein kleines indigenes Volk im fernen Osten der Russischen Föderation, die am Kap Nawarin im äußersten Osten der Tschuktschen-Halbinsel siedeln. Wie die benachbarten Völker, leben die Kereken hauptsächlich von der Rentierjagd und praktizieren den Schamanismus.
Die Ethnie ist vom Aussterben bedroht: Während der Zensus von 1897 noch 102 Kereken registrierte, waren es 2002 nur noch acht und 2010 nur noch vier Personen. Ein weiterer Kereke fiel angeblich während des russischen Überfalls auf die Ukraine im September 2024, diese Nachricht verbreitete sich im Dezember weit über Social Media, jedoch stellte sie sich bald darauf als Falschinformation heraus. Die Kereken assimilierten sich vor allem im 20. Jahrhundert zunehmend mit den benachbarten Tschuktschen.
Die kerekische Sprache ist aller Wahrscheinlichkeit nach bereits tot, auch wenn im letzten Zensus noch zehn Sprecher registriert wurden, die aber wahrscheinlich die Sprache nicht mehr vollständig beherrschen. Man hielt ihre Sprache lange Zeit für einen Teil des Korjakischen. Es existierten zwei Dialekte; um eine eigene Schrift zu entwickeln war die Zahl der Sprecher zu gering.

## Belege
1. ↑  БУТУСОВ ПЛЮС. Abgerufen am 10. Dezember 2024.
2. ↑  Илья Бер: Правда ли, что под Курском погиб последний представитель кереков — коренного народа России? - Проверено.Медиа. 20. Dezember 2024, abgerufen am 13. Februar 2025 (russisch).
3. ↑  Mark Nuttall: Encyclopedia of the Arctic, Routledge, New York/London 2005, S. 345.